# Lovebox (Groove Armada)
Lovebox è il quarto album in studio del gruppo musicale britannico Groove Armada, pubblicato nel 2002.

## Tracce
1. Purple Haze (Andy Cato, Tom Findlay, Bob Young, Brian Scott, Francis Rossi, Melvin Adams, Ronald Wilson, Wallace Wilson, William Hughes) – 4:04
2. Groove Is On (Andy Cato, Tom Findlay, Delano Ogbourne) – 4:18
3. Remember (Andy Cato, Tom Findlay, Sandy Denny) – 5:31
4. Madder  (Andy Cato, Tom Findlay, Jonathan White, Keeling Lee, Clive Jenner, Michael Daniel) – 5:22
5. Think Twice (Andy Cato, Tom Findlay, Cameron McVey, Neneh Cherry) – 5:59
6. The Final Shakedown (Andy Cato, Tom Findlay, Wallace Wilson) – 6:10
7. Be Careful What You Say (UK Bonus Track) (Andy Cato, Tom Findlay) – 5:06
8. Hands of Time (Andy Cato, Tom Findlay, Richie Havens) – 4:22
9. Tuning In (Andy Cato, Tom Findlay, Jonathan White, Keeling Lee, Clive Jenner, Tim Hutton) – 5:12
10. Easy (Andy Cato, Tom Findlay, Jean-Marc Cerrone, Don Ray, Sunshine Anderson) – 5:52
11. Lovebox (Andy Cato, Tom Findlay) – 5:41
12. But I Feel Good (Andy Cato, Tom Findlay, Anthony Daniel) – 5:18

## Formazione
Artisti principali
- Groove Armada (Andy Cato, Tom Findlay) - produzione, missaggio, tastiere, programmazioni
- Keeling Lee - chitarra
- Jonathan White - basso
- Clive Jenner - batteria
- Patrick Dawes - percussioni

Cantanti
- Tim Hutton - voce (Tuning In)
- Sunshine Anderson - voce (Easy)
- Neneh Cherry - voce (Think Twice, Groove Is On)
- Wallace 'Red Rat' Wilson - voce (Purple Haze, The Final Shakedown)
- Richie Havens - voce (Hands of Time)
- Nappy Roots - rap (Purple Haze)
- Michael "M.A.D" Daniel - rap (Madder, But I Feel Good)
- Delano Ogbourne - rap (Groove Is On)